# Vincenzo La Barbera
Vincenzo La Barbera (Termini Imerese, 1577 circa – marzo 1642) è stato un pittore e architetto italiano esponente del manierismo.

## Biografia

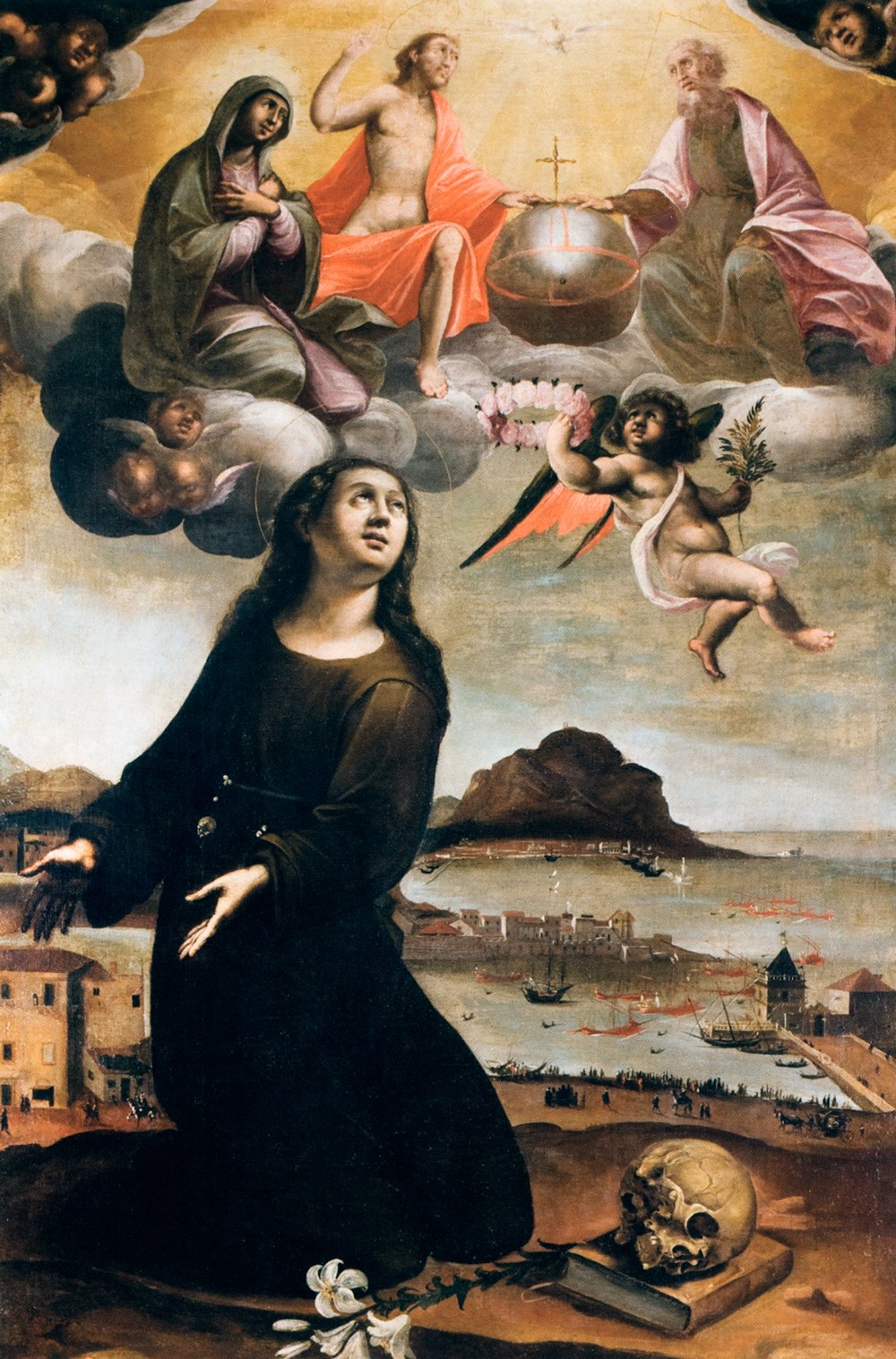
Vincenzo La Barbera, Santa Rosalia intercede per Palermo, 1624-1625, Palermo, Museo diocesano

L'artista nacque da Pietro e da Domenica de Michele. Come hanno dimostrato Contino & Mantia (1998) la famiglia di questo artista aveva ascendenze liguri; il nonno dell'artista, Bartolomeo Barbieri, si era infatti trasferito a Termini Imerese nella prima metà del XVI secolo sposando una termitana di nome Lucrezia. La cittadina demaniale di Termini Imerese, costituiva allora il più fiorente "Caricatore" (magazzino per lo stoccaggio dei cereali) della Sicilia.
Il La Barbera fu allievo del pittore ed architetto palermitano Antonino Spatafora che tra la fine del XVI ed il primo decennio del Seicento tenne bottega a Termini Imerese, dove realizzò importanti progetti architettonici, non ultimo quello di ampliamento della Maggior Chiesa (Contino & Mantia, 1998 e 2001) e del Palazzo Civico. Vincenzo La Barbera sposò poi, nel 1597, Elisabetta Spatafora figlia del suo maestro (Contino & Mantia, 1997 e 1998). Il La Barbera nel 1609 progettò la Sala del Magistrato all'interno del rimodernato Palazzo civico, affrescandone le pareti con un ciclo nel quale sono riprodotti gli episodi più salienti della storia della città di Termini Imerese, nonché della vicina colonia greca di Imera (648-409 a.C.). È questo forse l'unico esempio siciliano di celebrazione dei fasti di una città demaniale. Lo stesso anno il La Barbera progettò l'ampliamento della Maggior Chiesa della vicina Caccamo, sempre in provincia di Palermo.
La produzione pittorica sinora documentata dalle tele e dai documenti d'archivio inizia attorno al 1600. Contino & Mantia (2001) hanno dimostrato che il pittore soggiornò a Palermo dal 1607 al 1608 ed abitò nel quartiere Albergheria allora fulcro dell'attività artistica della capitale siciliana.
Il secondo periodo termitano dell'artista, dal 1609 al 1621, lo vede architetto civico dal 1613, alla morte del suocero Spatafora. In questo arco di tempo il La Barbera progettò diversi edifici della sua città natale, come la chiesa di S. Croce al Monte della Compagnia dei Bianchi, ed il monastero e chiesa di S. Marco Evangelista delle Clarisse. Nel contempo la sua bottega fiorente diede vita ad uno stuolo di allievi e ad una vasta produzione di tele, con committenze anche nell'hinterland dalle Madonie a monti Sicani.
Dal 1622, il La Barbera si stabilì a Palermo, in occasione delle solenni festività per la canonizzazione di san Francesco Saverio e di sant'Ignazio di Loyola. Le varie committenze gesuitiche e l'appartenenza alla  fiorente comunità genovese gli permisero di usufruire di ampie committenze da parte del clero e dell'aristocrazia. Il La Barbera fu dapprima aiuto dell'architetto civico Mariano Smiriglio e nel 1626 eseguì il progetto della chiesa del Carmelo a Palermo. Fu devotissimo di santa Rosalia, sin dalla scoperta delle reliquie della santa palermitana, codificando per la prima volta l'iconografia di essa come vergine romita. 
Allievo del La Barbera a Palermo fu il pittore ed architetto Mariano Quaranta che nel 1647, alla morte di Pietro Novelli, divenne architetto del Senato di Palermo. Come hanno dimostrato Contino & Mantia (1998 e 2001) il Quaranta era nativo di Termini Imerese e finì poi per sposare Agata figlia di Vincenzo La Barbera. Un altro allievo di Vincenzo La Barbera fu il figlio sacerdote Francesco Maria, che eseguì diversi lavori per la chiesa del Gesù di Palermo.
Nel 1637-1638 fu uno degli artisti che dipinsero a fresco la Sala Montalto del Palazzo Reale di Palermo. Contino & Mantia (2001) hanno rintracciato l'atto di morte dell'artista spentosi nel marzo del 1642.

## Opere

### Palermo e provincia

#### Ciminna
- 1600, Martirio di Sant'Apollonia, dipinto, opera custodita nella chiesa di San Francesco d'Assisi.
- 1629, Consegna delle chiavi da Gesù a San Pietro, dipinto, opera custodita nella duomo di Santa Maria Maddalena.
- XVII secolo, Dormitio Virginis, dipinto, opera custodita nel duomo di Santa Maria Maddalena.

#### Montemaggiore Belsito
- 1628, Crocifisso con le Anime Sante del Purgatorio, dipinto, opera custodita nella basilica di San'Agata Vergine e Martire.

#### Termini Imerese
- 1616, Sacra Famiglia ritratta con San Girolamo, San Lorenzo e Santa Rosalia, dipinto, opera custodita nella Chiesa di San Girolamo del convento dell'Ordine dei frati minori cappuccini.